# كريستوفر أسكيلدسن
كريستوفر أسكيلدسن (بالإنجليزية: Kristoffer Askildsen)‏ (من مواليد 9 يناير 2001) هو لاعب كرة قدم نرويجي محترف يلعب كلاعب وسط في نادي ليتشي معارًا من نادي سامبدوريا الإيطالي.